# Absorptionsgewebe
Absorptionsgewebe ist ein pflanzliches Gewebe, das für die Aufnahme von Wasser und darin gelöste Substanzen spezialisiert ist. Das trifft in erster Linie für die Rhizodermis der jungen Wurzeln zu, die im Gegensatz zur Epidermis der Sprosse und Blätter nicht cutinisiert ist und auch keine oder nur eine sehr schwache Cuticula besitzt. Darüber hinaus ist die wasseraufnehmende Oberfläche durch Wurzelhaare vergrößert.

## Wasserabsorption aus der Luft

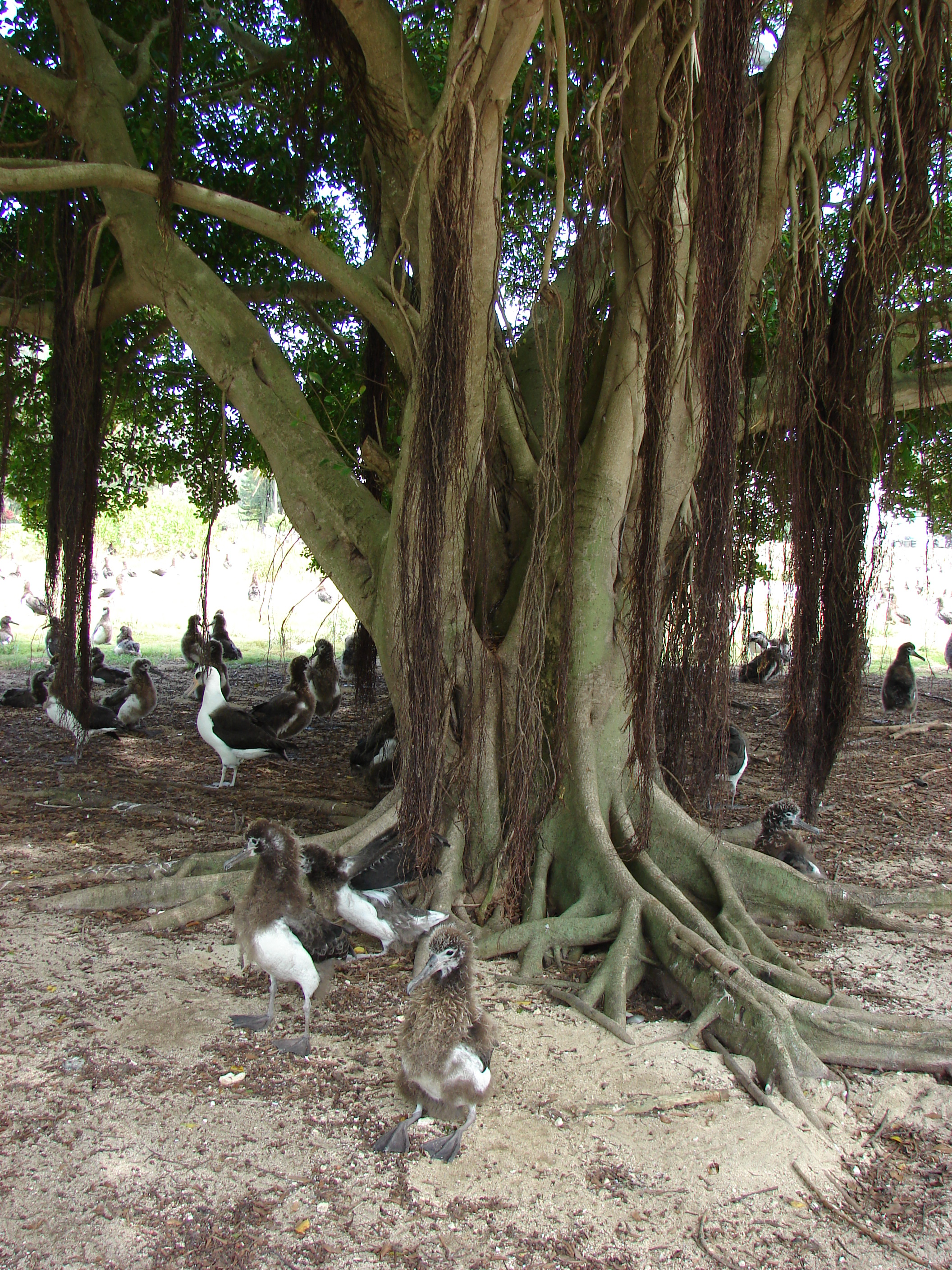
Wasserregulierende Luftwurzeln einer Chinesischen Feige

Sind Pflanzen durch bestimmte Standortverhältnisse nicht in der Lage, aus dem Boden Wasser aufzunehmen, so sind oftmals an ihren oberirdischen Teilen wasserabsorbierende Gewebe vorhanden. So besitzen zum Beispiel viele epiphytisch lebende Orchideen und andere Pflanzenarten an ihren Luftwurzeln ein mehrschichtiges Gewebe aus toten, große Poren enthaltenden Zellen, die Wasser aus der Luft aufnehmen, das Velamen radicum. Die fein verästelten Luftwurzeln mancher Pflanzen wie die der lithophytischen Chinesischen Feige sind je nach Luftfeuchtigkeit zur Wasserverdunstung oder Wasseraufnahme aus der Atmosphäre befähigt, sie bewerkstelligen also eine Wasserregulation. Andere tropische Epiphyten tragen auf ihrer Blattoberseite Schuppenhaare, Absorptionshaare, die bei Niederschlägen und hoher Luftfeuchtigkeit ebenfalls zur Wasseraufnahme fähig sind. 
Ein Absorptionsgewebe ist auch die Ligula der Moosfarne und Bärlappgewächse.

## Mineralabsorption
An den Blättern und Sprossachsen vieler submerser Wasserpflanzen finden sich häufig epidermale Absorptionsorgane (Hydropoten), die der Aufnahme von Mineralsalzen aus dem Wasser dienen. Jedoch gelten die Funktionen von Hydropoten nicht als vollständig verstanden.